# Snelvouwhek

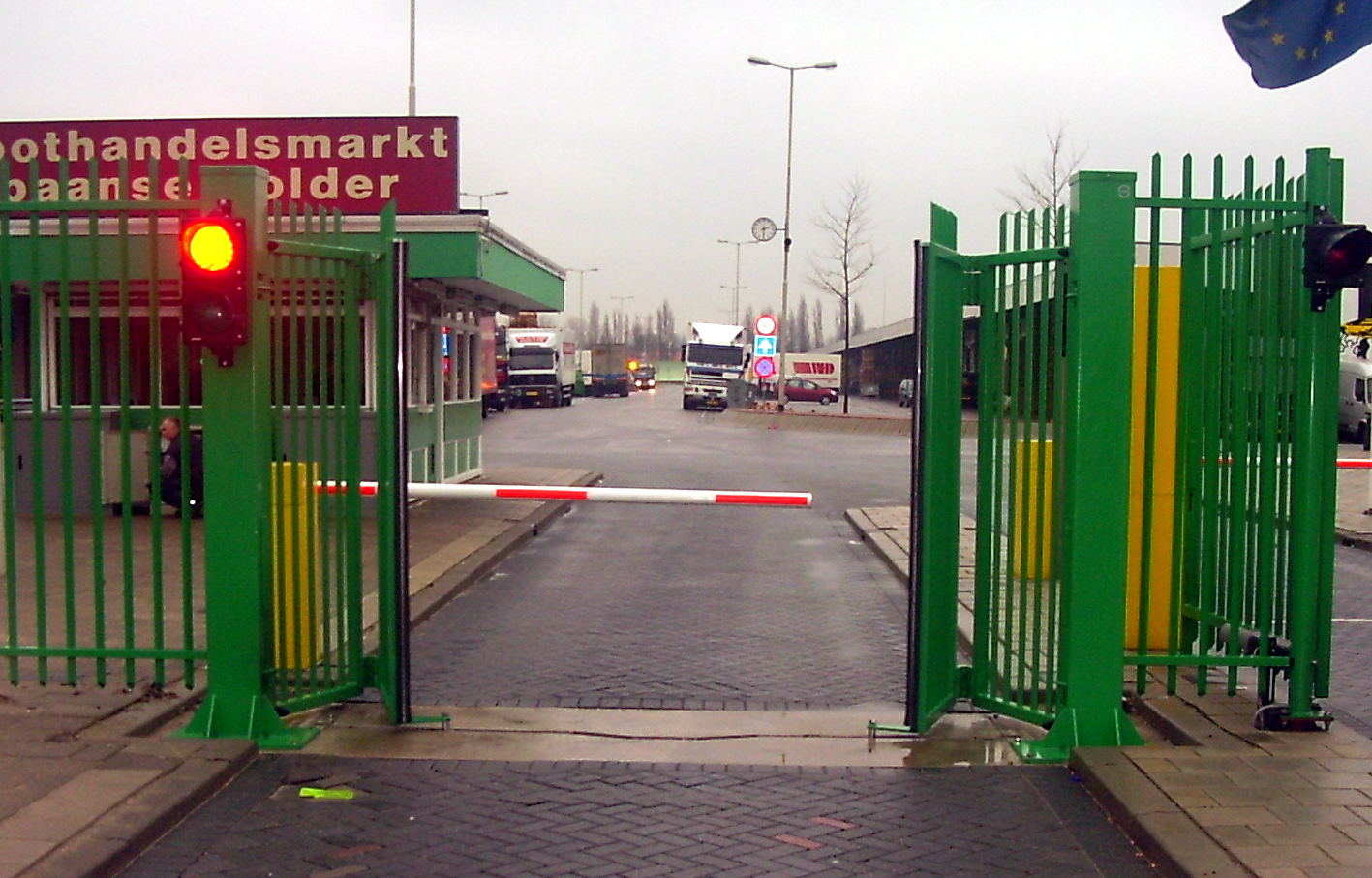
Snelvouwhek met onderaandrijving

Een snelvouwhek, is een speciaal geconstrueerd snelvouwend hekwerk met samenvouwende hekvleugels aan één of twee zijden. Diverse varianten worden op de markt gebracht door verschillende fabrikanten onder verschillende vaak Engelstalige merknamen.

## Doel
Een snelvouwhek biedt de mogelijkheid om een rijbaan of doorgang binnen enkele seconden te openen en sluiten. Een snelvouwhek opent en sluit een doorgang tot ongeveer 8 meter breed in zeer korte tijd. Hierdoor wordt de doorgang in minimale tijd vrijgemaakt en ook in minimale tijd weer afgesloten voor onbevoegden waardoor de veiligheid wordt gewaarborgd. Een snelvouwhek kan dienen als afsluiting gedurende de nacht, terwijl dan overdag de toegang door middel van bijvoorbeeld een slagbomen wordt geregeld. Snelvouwhekken die geschikt zijn voor permanent en intensief gebruik zijn ook beschikbaar, waardoor de slagboom kan komen te vervallen.

## Toepassingen
Snelvouwhekken worden gebruikt om de toegang te controleren of beveiligen van bijvoorbeeld parkeergebouwen of -garages, banken, bedrijfsterreinen, wooncomplexen, gevangenissen en overheidsgebouwen die controle en beveiliging behoeven.

## Werkwijze
De aandrijving van de hekvleugels geschiedt in het algemeen door elektromotoren of hydraulisch, vanuit een bovenbak, onderbak of de staanders aan de zijkant(en). De kolommen van een snelvouwhek worden meestal gemaakt van stalen kokerprofielen en voorzien van een voetplaat en kopplaat. Ook de vleugeldelen hebben een omranding van stalen kokerprofielen en kunnen worden ingevuld met diverse soorten paneelvulling. Ook andere uitvoeringen in constructie zijn mogelijk.

## Beveiliging
Een snelvouwhek is standaard voorzien van een aantal veiligheidsvoorzieningen. Zo is in de dagopening van de kolommen een fotocelbeveiliging gemonteerd bestaande uit een fotocelzender en een fotocelontvanger. Deze fotocelbeveiliging werkt zowel in de openbeweging als de sluitbeweging van het snelvouwhek. Op de kopse kanten van de binnenste vleugeldelen zijn veiligheidslijsten gemonteerd waarmee de sluitbeweging van het snelvouwhek wordt beveiligd. Ook aan de zijkant van de binnenste vleugeldelen zijn veiligheidslijsten gemonteerd, eveneens voor het beveiligen van de sluitbeweging. Aan de drempel van de buitenste vleugeldelen zijn veiligheidslijsten gemonteerd waarmee de opengaande beweging van het snelvouwhek wordt beveiligd. Zo wordt voorkomen dat personen of voorwerpen worden ingeklemd tussen bijvoorbeeld een muur en de openende vleugels. 